# Deutsche Bank Park
Deutsche Bank Park (znany również jako Waldstadion) – stadion sportowy położony we Frankfurcie nad Menem na którym od 1925 roku swoje spotkania piłki nożnej rozgrywa drużyna Eintrachtu Frankfurt. Całkowita pojemność stadionu to 58 000 miejsc co czyni go siódmym największym stadionem piłkarskim w Niemczech. Stosowany do organizacji meczów piłki nożnej, futbolu amerykańskiego i koncertów muzycznych.
Kompleks sportowy, którego właścicielem jest miasto Frankfurt, obejmuje stadion oraz inne obiekty sportowe, w tym basen, kompleks tenisowy, boisko do siatkówki plażowej i halę do sportów zimowych. Arena posiada własną stację kolejową Frankfurt Stadion, należącą do krajowej sieci kolejowej.
W 2023 roku był gospodarzem dwóch meczów futbolu amerykańskiego National Football League (NFL) w ramach NFL Germany Games, a w 2024 będzie gospodarzem 5 spotkań UEFA Euro 2024.

## Historia
Waldstadion otwarty został w 1925 r. Podczas II wojny światowej wykorzystywany był również do różnych wystąpień politycznych.
Rozgrywano na nim mecze Mistrzostw Świata w Piłce Nożnej w 1974 i Mistrzostw Europy w Piłce Nożnej w 1988 oraz mecz otwarcia i finał Mistrzostw Europy w Futbolu Amerykańskim 2010. W latach 2008–2010 na stadionie rozgrywany był finał niemieckiej ligi futbolu amerykańskiego, German Bowl.
W lipcu 2005 otrzymał nazwę „Commerzbank-Arena”. Podczas Mistrzostw Świata 2006 w Niemczech, stadion był nazywany „FIFA WM Stadion Frankfurt”. Przed mistrzostwami został przebudowany i jest obecnie jednym z największych stadionów Niemiec. Posiada m.in. charakterystyczny, rozsuwany dach.

## Mistrzostwa Świata w Piłce Nożnej 2006
| Mistrzostwa Świata w Piłce Nożnej 2006 | Mistrzostwa Świata w Piłce Nożnej 2006 | Mistrzostwa Świata w Piłce Nożnej 2006 | Mistrzostwa Świata w Piłce Nożnej 2006 | Mistrzostwa Świata w Piłce Nożnej 2006 | Mistrzostwa Świata w Piłce Nożnej 2006 | Mistrzostwa Świata w Piłce Nożnej 2006 |
| Data                                   | Godzina                                | Drużyna #1                             | Wynik                                  | Drużyna #2                             | Runda                                  | Widzów                                 |
| -------------------------------------- | -------------------------------------- | -------------------------------------- | -------------------------------------- | -------------------------------------- | -------------------------------------- | -------------------------------------- |
| 10 czerwca 2006                        | 15:00                                  | Anglia                                 | 1−0                                    | Paragwaj                               | Grupa B                                | 48 000                                 |
| 13 czerwca 2006                        | 15:00                                  | Korea Południowa                       | 2−1                                    | Togo                                   | Grupa G                                | 48 000                                 |
| 17 czerwca 2006                        | 15:00                                  | Portugalia                             | 2−0                                    | Iran                                   | Grupa D                                | 48 000                                 |
| 21 czerwca 2006                        | 21:00                                  | Holandia                               | 0−0                                    | Argentyna                              | Grupa C                                | 48 000                                 |
| 1 lipca 2006                           | 21:00                                  | Brazylia                               | 0−1                                    | Francja                                | Ćwierćfinał                            | 48 000                                 |